# Gertrud Vogler
Gertrud Vogler (geborene Brüll * Dezember 1936 im Wallis; † 30. Januar 2018 in Zürich) war eine Schweizer Fotografin. Sie lebte und arbeitete in Zürich. Zwischen 1981 und 2003 war sie als Bildredakteurin und Fotografin bei der Wochenzeitung WoZ in Zürich tätig. Durch ihre visuelle Arbeit setzte sie sich mit Themen wie Stadtentwicklung, Migration, Drogenkonsum- und politik, Neue Frauenbewegung, Wohnungsnot und Hausbesetzungen auseinander und wurde zu einer herausragenden Dokumentarin und Mitwirkenden sozialer Bewegungen.

## Leben und Werk
Als Autodidaktin brachte sich Gertrud Vogler ab Mitte der 1970er-Jahre die fotografische Praxis selbst bei, als Gegenpol zur Hausarbeit und der Fürsorge ihrer zwei Kinder als alleinerziehende Mutter.
In der Fraue-Zitig Nr. 12, 1978 äusserte sie sich neben der Fotografin Alice Arnold zu ihrer fotografischen Arbeit:

„Fotografieren ist für mich ein Gegenpol zur Hausarbeit. Hausarbeit ist das ewig Gleiche: Ich putze immer dieselben Böden, wasche immer dieselben Socken… Ich kann den ganzen Tag arbeiten, aber nichts bleibt. Der Boden, kaum geschrubbt, ist er schon wieder schmutzig. Die Socken, kaum gewaschen, stinken schon wieder. Das Essen, kaum gekocht, ist es schon in den Gedärmen verschwunden. Ich habe nie ein Produkt, das bleibt, in der Hand. Ich will etwas machen was da ist, greifbar, sehbar, etwas Kreatives. Dieses Bedürfnis kann ich mit dem Fotografieren befriedigen. Beim Fotografieren gehe ich raus. Lerne neue Welten kennen. Setze mich mit Anderem – als meinem täglichen Trott auseinander. Setzte mich in Beziehung zu anderen Menschen und Dingen. Kann mich mitteilen und ausdrücken. Ich habe ein anderes Blickfeld.“

In der Cinema Nr. 35, 1989 äusserte sie sich rückblickend zu ihrem Werdegang:

„Verglichen mit den Vertreterinnen der etablierten Fotoszene ist mein Weg, auf dem ich zur Fotografie kam, kein üblicher, was denn auch in Zusammenhang steht mit meinem Verständnis der Funktionsbestimmung des Mediums. Weder absolvierte ich eine professionelle Ausbildung noch wählte ich die Fotografie, um Geld zu verdienen. Ich war Mitte der siebziger Jahre in der Frauen- und anderen politischen Bewegungen tätig und realisierte, dass ich mich auf verbaler Ebene nicht einbringen konnte. In der Fotografie entdeckte ich die mir eigene Möglichkeit, mich zu formulieren und am Geschehen aktiv teilzunehmen.“

Gertrud Voglers meist publizierte und digitalisierte Arbeiten sind: Die Drogenszene in Zürich der 1980er und 1990er Jahre (Platzspitz, Letten), Frauenbewegung, Stadtentwicklung (Verkehr, Brachen, städtische Freiräume, Graffiti, Vergitterung der Stadt), Jugendbewegung (umfassende Dokumentation der 80er-Bewegung), alternative Jugendmusikkulturen (Techno, Rap, Hip Hop), Migration (Asylproblematik, Demonstrationen) und Wohnen (Hausbesetzungen, Zaffaraya, Wohnungsnot). Voglers Bilder sind hauptsächlich in der Schweiz entstanden. Das Zentrum ihres Wirkens war Zürich, allerdings sind in ihrem Archiv auch Aufnahmen von Befreiungsbewegungen in El Salvador, Nordwestafrika oder dem Libanon zu finden.

### Fotografin und Bildredakteurin bei der WOZ
Sie arbeitete einige Jahre als freischaffende Fotografin und stiess im Herbst 1981 zur neu gegründeten Wochenzeitung, deren Bildredaktorin sie bis zur Pensionierung 2003 blieb. Hier arbeitete sie neben weiteren mit Sibylle Elam, Sylvia Luckner, Alda Burckhardt und Fredi Bosshard. Die Darstellung von alltäglichen Geschehnissen variierten und reichten von sehr abstrakten Darstellungen zu gestellten, konstruierten Bildern, welche die Artikel illustrierten. Für einzelne Artikel hat Vogler den Text als die Fotografien beigetragen. Ihr Engagement bei der linken Zeitung reichte jedoch weiter als nur die notwendige Bildbegleitung. In Der regular guy, das popular girl, einer Reportage von 1985, die in der WOZ erschien, wird Anfangs dem Leser geraten „[…] die Bilder gebührend im Auge zu behalten. Sie waren – entgegen der üblichen Praxis – zuerst da, die Worte kamen erst später.“ Dieser Ansatz mit Bildern lässt sich auf den foto-essayistischen Umgang mit Fotografien in der WOZ in den 1980er und 1990er übertragen, in der Fotografien oftmals ein eigenständiger Interpretationsraum eingeräumt wurde.

### Wohnungsnot
Die Darstellung von Obdachlosigkeit ist ein stark repräsentiertes Thema in Gertrud Voglers Arbeit. Die Fotografien werden in der Debatte um die Wohnungsnot, vor allem in der WOZ, in der sie seit 1981 Bildredakteurin war, verwendet. Die WOZ berichtete in den Jahren 1988 und 1989 viel über die Wohnungsnot in Zürich und solidarisierte sich mit Hausbesetzungen und Demonstrationen, die sich gegen die Spekulation auf dem Wohnungsmarkt formierten. Die Wohnungsnot war eines der meist diskutierten Themen der Jugendunruhen in der Schweiz. Durch ihre Nähe zu den aktivistischen Bewegungen und Personen schaffte sie es, die Aktionen zu dokumentieren, anstatt retrospektiv darüber zu berichten. Häufige Motive sind Demonstrationen mit Transparenten, die auf die Wohnungsnot hinweisen, Hausfassaden und Obdachlosigkeit, die das Geschehen in der Stadt porträtierten, vor allem in den Zürcher Stadtteilen Kreis 4 und 5. Ebenso wichtig war die Erschliessung und Umnutzung öffentlicher Räume, wie beispielsweise das Kanzleischulhaus, welches zum Zentrum der linken Jugend- und Frauenbewegung mit öffentlichem Waschsalon, eigener Etage nur für Frauen, Bar und Kino Xenia und Xenix umgenutzt wurde. Hinzu dokumentierte sie die Besetzung des Theater Neumarkts.

### Platzspitz
Gertrud Voglers wohl bekannteste Werkgruppe ist diejenige, die die „Offene Drogenszene“ in Zürich in den Jahren 1985 bis 1995 dokumentiert. Vogler begann 1985 mit ihren Besuchen bei den Drogenkonsumenten im Zürcher Platzspitz Park. Nach ihren Worten tat sie dies aus einer Notwendigkeit heraus, um verstehen zu können, was da in aller Öffentlichkeit geschieht: „Ich wollte genau wissen, was da abläuft und warum, was sind Drogen, wer geht wie damit um und warum.“ Mit ihren Fotografien dokumentierte sie die Drogenkonsumenten und ihren Alltag, die Aufeinandertreffen mit der Polizei, Teams der Präventionsarbeit, der Bevölkerung, oder Ärzten. Ihre Bilder zeugen hierbei von ihrer Haltung als sozialkritische Fotografin, die den Konsumierenden auf gleicher Augenhöhe begegnete und sie nicht stigmatisierte. Gertrud Vogler fotografierte Zürichs Drogenszene der 1980er und 1990er auch abseits des Platzspitz Parks, in Notschlafstellen, auf der Strasse, im Areal des stillgelegten Bahnhof Letten, bei der Polizei etc. So schuf sie eine Dokumentation, die nicht nur regelmässig in Schweizer und internationalen Medien publiziert worden war, sondern auch heute noch das kollektive Gedächtnis zu den diversen Facetten dieser Zeit mitprägt.

### Frauenbewegung
Gertrud Vogler dokumentierte zwischen 1976 und 1994 die Neue Frauenbewegung in der Schweiz, u. a. die FBB, die INFRA, die Frauenhäuser (Weinbergstrasse und Rotbuchstrasse in Zürich) und das Frauenzentrum in Zürich. Ihr Bestand dokumentiert Frauen-Kongresse, Frauen-Demonstrationen, den jährlichen Internationalen Frauentag am 8. März in Basel, Bern, Luzern und Zürich, Frauen-Streiks, Friedenscamps, Mutterschutz-Initiativen, Frauengruppen. Wichtiger Bestandteil spielen Selbstermächtigungen wie Selbstverteidigungskurse, der Lila Bus (ab 1989) und das Atelier Purpur in Zürich (1991), beides gegründete Pioniereinrichtung für Frauen, die sich ihren Drogenkonsum mit Prostitution finanzierten.
Sie veröffentlichte ab 1978 regelmässig in der Zeitschrift Fraue-Zitig, in Mir-Fraue im Schweizer Frauenblatt, in feministischen Zeitschriften wie der Emanzipation, Frau ohne Herz.

### Werbung
Über das gesamte Werk von Gertrud Vogler ist das Motiv der Werbung im öffentlichen Raum sehr präsent. Sie fotografiert regelmäßig die Kontexte, in denen Werbung meist als großformatige Außenwerbung erscheint und sich mit alltäglichen Szenen und Begebenheiten vermengt. Die durch Bild und Text vermittelten Werte der Werbung werden bewusst neu in ihrer Umgebung montiert.
„Wo auch immer sie sich aufhielt: Oft nahm sie die Werbung ins Visier, die von Plakatwänden unausweichlich den Blick auf sich zog. Sie entdeckte in der Konsumpropaganda zynische Kommentare zur Sucht- oder Armutsproblematik. Aus der Diskrepanz zwischen schönfärberischer und auf kommerzielle Höchstleistung getrimmter Warenwelt und ihrer Weltsicht entstand eine Abneigung gegen die Werbung, die dazu führte, dass ihre Fotos niemals für kommerzielle Zwecke gebraucht werden dürfen.“
Die Plakate sind oft durch Adbusting entstellt und werden durch Voglers schwarz-weiss Fotografie der betrachtenden Person neu vor Auge geführt. Aus dem öffentlichen Raum herausgelöst, lässt dies eine alternative und distanzierte Lesung von gesellschaftlichen Werten, Politik, medialen Mitteln und Gestaltung der jeweiligen Zeit zu.

### La Défense (Paris)
In den 1980er Jahren produzierte Gertrud Vogler eine Fotostrecke zum Pariser Stadtteil La Défense in Paris. Diese Arbeit unterscheidet sich in dem Sinne von ihren Fotografien sozialer Räume, als dass sie architektonischer, nüchterner wirken. Trotzdem gelingt es ihr, in den glatten Oberflächen und Spiegelungen ein Narrativ einzufangen. Vogler beschreibt ihre Faszination für einen Ort an dem sie mit visuellen Mitteln Zusammenhänge darstellen konnte: „La Défense, eine Bühne zum Glanze der Architekten und Technokraten und ihrer Kunden, multinationale Unternehmen wie IBM, Esso, Rank Xerox, monumentale Gebäude aus Zement und Glas, worin sie sich selbstgefällig gegenseitig spiegeln. Fassaden, die das Leben im Inneren verstecken, die verhindern, dass wir die Menschenmassen sehen, die sich hinter den Gläsern bewegen und deren Zeichen entdecken, ich mich beharrlich bemüht habe. Fassaden, die den Fussgänger absorbieren, um ihn unverzüglich zurückzuweisen. Fassaden und Formen, die für eine Fotografin für mich außerordentlich attraktiv und faszinierend sind.“ Der Titel Métro, boulot, dodo der Publikation, die 2013 zu ihrer Arbeit zu La Défense veröffentlicht wurde spielt darauf an, dass jenseits des „unerschütterlichen wirtschaftlichen Wachstumsglauben“, der „Alltag bleibt.“
Die WOZ publizierte zu Voglers achtzigstem Geburtstag einen Gruss mit drei von ihr ausgewählten Fotos, die die wenig wahrgenommene Seite ihrer Arbeit zeigen. “Es sind nüchterne Aufnahmen, kalt und abweisend wie die Architektur. Menschen sind hier selten zu sehen – in extremem Kontrast zu Gertruds übrigem Werk.” Ihre fotografische Arbeit zu La Défense wurde 1985 in Barcelona in der Casa Elizalde ausgestellt.

### Weitere Zusammenarbeiten
Neben ihrer Tätigkeit bei der WOZ wurden Gertrud Voglers Fotos von verschiedensten Schweizer Zeitungen angefragt und verwendet, wie die Neue Zürcher Zeitung, das konzept, Fraue-Zitig, Die Gewerkschaft, Berner Tagwacht, Die Kette – Schweizerisches Magazin für Drogenfragen, Einezwaenzgi, Wir Brückenbauer, Berner Tagwacht, VHTL-Zeitung, La lutte syndicale, Solidarité, Der Bund, Freiburger Nachrichten, La Gruyère, und Neue Zürcher Nachrichten.

### Blicke auf Gertrud Voglers Arbeit
„Als sozialkritische Fotografin hat Gertrud ihr anwaltschaftliches Engagement zum Beruf gemacht. Sie hat gelebt, was ihre Bilder zeigen: Empathie ohne Schwurbel, auf gleicher Augenhöhe, und eine Solidarität, der der unabhängig kritische Blick unverhandelbar war.“
„Neben diesen Hauptthemen, die sie über Jahre oder Jahrzehnte verfolgte, sind im Rahmen beruflicher Aufträge Zehntausende weiterer Fotografien entstanden. Sie fotografierte ein Frauenschwinget, dokumentierte eine Hundecoiffeuse, nahm an einem evangelikalen Massenevent im Hallenstadion teil. Weil sie ihre Kamera aber sowieso immer bei sich hatte, entstand fast nebenbei ein umfassendes sozialdokumentarisches Werk.“

## Archiv
Im Jahr 2013 übergab Gertrud Vogler ihr Negativarchiv, welches ausschliesslich aus Schwarzweiss-Fotografien im Kleinformat besteht, an das Sozialarchiv Zürich. Es sind circa 250’000 Aufnahmen, die soziale Fragen und Bewegungen seit den 1980er Jahren festhalten. Der Bestand wurde 2013 inventarisiert. Die Negative werden seit 2014 digitalisiert und laufend erschlossen und publiziert. Ein Abschluss ist 2025 geplant. Die Original Struktur des Archivs – eine Ablage in thematisch sortierten Schachteln – wurde übernommen. Insgesamt sind es 40 Schachteln mit Negativen.

## Einzelausstellungen (Auswahl)
- 1985 La Défense, Casa Elizalde, Barcelona[20]
- 1987 Ausstellung im fahrenden Kulturzentrum der Jenischen, Wanderausstellung[21]
- 1988 Città frontale, Rote Fabrik, Zürich[22]
- 1990 Gassenballade, im Rahmen der Gassen- und Drogenwochen „Gassa Nostra“, Rote Fabrik[23]
- 1991 Hüttistrasse – Kronenwiese, Rössli, Stäfa[24]
- 2020 Bewegter Alltag. Fotografien von Gertrud Vogler, ZAZ Zentrum Architektur Zürich[25]

## Gruppenausstellungen (Auswahl)
- 1986 Zürich 20. Juni 1986. Fotografen sehen ihre Stadt, Stadthaus, Zürich[26]
- 1992 Zeitkritische Sichten, Museum Allerheiligen, Schaffhausen[27]
- 1996 Wir sind die Blüten am Baum der Menschheit, Z*markt auf dem Schützeareal, Zürich[28]
- 2006 WOZblicke: 25 Jahre WochenZeitung, Shedhalle, Zürich[29]

## Veröffentlichungen (Auswahl)
- Gertrud Vogler, Chris Bänziger: Nur saubergekämmt sind wir frei: Drogen und Politik in Zürich. eco-Verlag, Zürich 1990, ISBN 978-3-85647-102-6
- Gaston, Isoz (Hrsg.): La Défense: ,métro, boulot, dodo‘. / Fotogr. von Gertrud Vogler. Mit Textbeiträgen über Architektur und Politik von Ernst Seidl, disadorno edition, Berlin 2013, ISBN 978-3-941959-04-0